# Atractosteus spatula
Atractosteus spatula is een  straalvinnige vissensoort uit de familie van kaaimansnoeken (Lepisosteidae). De wetenschappelijke naam werd  gepubliceerd in 1803 door Bernard Germain de Lacépède. De soort leeft in de zuidelijke Verenigde Staten.
Het is met ongeveer drie meter de grootste soort beensnoek en een van grootste soorten zoetwatervis in Noord-Amerika. In het Mississippi Museum of Natural Science in Jackson (Mississippi) wordt, voor zover bekend, het grootste exemplaar (met een gewicht van 148 kilogram en een lengte van 2,57 meter) tentoongesteld. Deze vis is in de regel bruin van kleur, hoewel er ook volledig zwarte exemplaren zijn waargenomen. 
De schubben zijn bijzonder hard, wat deze beensnoek een uitstekende bescherming tegen roofvissen geeft. In hun bovenkaak zitten twee rijen tanden. Door het uiterlijk van de bek wordt de atractosteus spatula vergeleken met de alligator. In het Engels wordt deze vissensoort de 'alligator gar' genoemd. De derde aflevering van het televisieprogramma River Monsters stond in het teken van de atractosteus spatula, omdat deze soort vaak in verband wordt gebracht met aanvallen op mensen, maar het staat niet vast dat het werkelijk deze soort is die mensen aanvalt.
De alligator gar is een roofvis, die voornamelijk andere vissen eet. Maar als er een watervogel of zoogdier binnen het bereik van de tanden komt, zal de vis ook die graag verslinden. 